# Ulrich I. (Asperg)

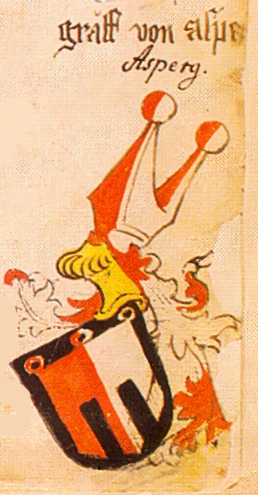
Wappen der Grafen von Asperg im Ingeram-Codex der ehemaligen Bibliothek Cotta

Graf Ulrich I. von Asperg († 5. August 1283) entstammte dem Geschlecht der Pfalzgrafen von Tübingen und begründete mit seinem Bruder Rudolf IV. deren kurze Asperger Seitenlinie.

## Familie
Ulrich war ein Sohn des Grafen Wilhelm von Tübingen, Gießen und Asperg und dessen Frau Willibirg von Württemberg. Vermutlich war er mit Elisabeth von Veringen verheiratet, mit der er vier Kinder gehabt haben soll.
Stammliste:
Wilhelm I. († 1252), Graf von Asperg-Böblingen-Gießen, ⚭ Willibirg von Württemberg
1. Rudolf IV. († 1271), Graf von Asperg und Böblingen ⚭ Luitgard von Eberstein
2. Ulrich I., Graf von Asperg und Gießen ⚭ Elisabeth von Veringen
  1. Ulrich II. († 1341), Graf von Asperg und Beilstein, ⚭ Anna von Löwenstein (Vater: Albrecht von Schenkenberg-Löwenstein)
  2. Johann I., Graf von Asperg
  3. Agnes ⚭ (1) Graf Konrad III. von Vaihingen,[2] ⚭ (2) Leuthold I. von Kuenring (1243–1312)
  4. NN

## Leben und Wirken
1251 wurde Ulrich von Asperg in einer Verkaufsurkunde des Bischofs Eberhard von Konstanz zusammen mit seinem älteren Bruder Rudolf IV. von Tübingen, genannt von Asperg († 1271), und ihrem Vetter Rudolf von Tübingen, der Scheerer († 1277), als Bürge dessen Schwagers Graf Ulrich I. von Württemberg angeführt.
1264 verkaufte er seinen Teil der Grafschaft Gleiberg mit Gießen an Landgraf Heinrich I. von Hessen; dieser Besitz war 1181 durch die Heirat seiner Großmutter Mechthild von Gießen mit Rudolf I. an die Pfalzgrafen von Tübingen gekommen.
1277 bezeugte er für seinen Schwiegersohn, Graf Konrad III. von Vaihingen, dessen Verkauf des Dorfes Gündelbach und der Vogtei über den klösterlichen Steinbachhof an Abt Hildebrand und den Konvent von Kloster Maulbronn.
1278 freite „Graf Ulrich von Tübingen, genannt von Asperg“, gegen Bezahlung von 142 Pfund Heller die Güter des Katharinenspitals zu Esslingen in Münchingen und Möglingen nebst ihren Insassen von der Schirmvogtei und allen Lasten, die er bislang einfordern konnte.
Um 1280 gehörte er der Grafenkoalition um Reichslandvogt Albrecht II. von Hohenberg an, die Graf Hartmann III. von Grüningen im Auftrag König Rudolfs von Habsburg am 6. April 1280 in einer Feldschlacht besiegten und ihn auf dem Asperg bis zu seinem Ableben im Oktober in den Kerker steckten.
Nach Ulrichs Tod († 1283) siegelte mehrfach sein Neffe Gottfried I. von Tübingen, genannt von Böblingen, auf dem Hohenasperg, bevor sein Sohn Ulrich II. von Asperg in Erscheinung trat. Dieser verkaufte 1308 Burg und Stadt Asperg mit weiterem Besitz im ehemaligen Glemsgau an Graf Eberhard I. von Württemberg. Darauf nannte sich niemand mehr „Graf von Asperg“.